# Port lotniczy Valladolid
Port lotniczy Valladolid – port lotniczy położony 10 km na północny zachód od Valladolid.

## Linie lotnicze i połączenia
| Linia Lotnicza   | Kierunek                                                                                    |
| ---------------- | ------------------------------------------------------------------------------------------- |
| Binter Canarias  | 1. Gran Canaria                                                                             |
| Iberia           | 1. Barcelona Sezonowo: 1. Gran Canaria 2. Lanzarote 3. Palma de Mallorca 4. Teneryfa-Północ |
| Ryanair          | 1. Barcelona Sezonowo: 1. Palma de Mallorca                                                 |
| Vueling Airlines | 1. Barcelona                                                                                |